# Greggery Peccary & Other Persuasions
A Greggery Peccary & Other Persuasions az Ensemble Modern Frank Zappa műveit tartalmazó lemeze, a teljes címe Ensemble Modern Plays Frank Zappa – Greggery Peccary & Other Persuasions, a Selection of Works. A lemez 2004-ben jelent meg a BMG Classics kiadásában.

## A lemez számai
1. Moggio  (2:43)
  - eredetileg a The Man from Utopia nagylemezen;
2. What Will Rumi Do?  (1:36)
  - irányított improvizáció, a Yellow Shark próbaidőszakából származó, eddig kiadatlan darab;
3. Night School  (4:50)
  - eredetileg a Jazz from Hell-en.
4. Revised Music for Low Budget Orchestra  (7:37)
  - eredetileg a Studio Tan albumon;
5. The Beltway Bandits  (3:37)
  - eredetileg a Jazz from Hell-en.
6. A Pig with Wings  (4:25)
  - eredetileg a Civilization Phaze III albumon;
7. Put a Motor in Yourself  (5:21)
  - eredetileg a Civilization Phaze III albumon;
8. Peaches En Regalia  (3:08)
  - eredetileg a Hot Rats-en;
9. Naval Aviation in Art?  (2:29)
  - eredetileg az Orchestral Favorites és a The Perfect Stranger albumokon;
10. The Adventures of Greggery Peccary  (21:17)
  - eredetileg a Studio Tan albumon;

rejtett szám:
- Does This Kind Of Life Look Interesting To You?

- eredetileg a 200 Motels filmben;

## A lemezről
A Yellow Shark felvételei nagyon jó hangulatban teltek 1991-92-ben, Zappa és az Ensemble Modern kiváló munkakapcsolatot alakítottak ki. Az akkor elkészült felvételeken túl Zappa már akkor tervezte a "The Adventures of Greggery Peccary" és a "Revised Music for Low Budget Orchestra" előadását is, de erre az ő életében már nem kerülhetett sor. Az Ensemble Modern a kilencvenes években tovább turnézott Frank Zappa anyagaival, 1995-96-ban megismételt "Yellow Shark" turnékat csináltak, majd 2000-ben bővítették is a programot, a jelen lemez anyagán túl többek között a következő darabokat is játszották: "The Dangerous Kitchen", "Dental Hygiene Dilemma", "Amnerika", "The Black Page #1". A karmesterek között megtaláljuk John Adamset vagy Eötvös Pétert.
A lemezfelvételen Jonathan Stockhammer, Eötvös Péter közvetlen munkatársa vezényel, az anyagot stúdióban, de "élőben" rögzítették 2002-ben. A program összeállításában Gail Zappa is részt vett, a hangszereléseket – a Yellow Sharkhoz hasonlóan – Ali Askin készítette.
Az "Adventures of Greggery Peccary"-ben Omar Ebrahim és David Moss énekel.

## Közreműködők

### A zenészek
- Az Ensemble Modern
- Jonathan Stockhammer – karmester
- Omar Ebrahim – ének, hangok
- David Moss – ének, hangok

### Technikai stáb
- Ali N. Askin – hangszerelés
- Todd Yvega – synclavier átiratok
- Uli Schneider  – producer
- Norbert Ommer – zenei rendező